# 涙のドライヴ
「涙のドライヴ」（なみだのドライヴ）は、1968年3月15日に発売された弘田三枝子のシングル（規格品番：P-10）。

## 解説
チェンバロ、グロッケン、管と弦のユニゾンにハープが絡む美しいアレンジは「渚のうわさ」の流れを汲み後のいしだあゆみや南沙織、小林麻美などの女性アーティストへ引き継がれる。ト長調である。
本作の詩世界は後の小林麻美「初恋のメロディー」の下敷きとなっている（作詩はいずれも橋本淳）。
B面曲「さざ波のバラード」は、歌唱力を生かしたハ短調のロッカバラード。江藤勲をはじめとするジャズ畑のミュージシャンが作り出す当時のサウンドは、ピック弾きのパーカッシヴな音やR&Bの独自の解釈によるフレーズのベースとブラシで演奏するオカズの多いドラムで独特のノリを生む。4⁄4拍子で記譜すると三連符を多用せねばならないため、12⁄8拍子で記譜されることもある。
オリジナル7インチシングル盤歌詩カードには、詩と共にA・B面曲各々のメロディー譜が印刷されている。
当初、「渚のうわさ」「枯葉のうわさ」に続く “うわさシリーズ” として「春風のうわさ」と云う作品が1967年に録音されたが、リリースされたのは本作であった。これは〝単に「涙のドライヴ」の完成度が高かったため発売を見送ったのでしょう〟と当時の担当ディレクターであった東元晃の証言による。お蔵入りとなっていた「春風のうわさ」は録音から36年後の2001年、CD-BOX『弘田三枝子・これくしょん マイ・メモリィ〜ミコより愛をこめて』に収録され日の目を見た。

## 収録曲
※原出典においては「作詞」が「作詩」と表記されている。
- 両楽曲共に、作詞：橋本淳／作曲・編曲：筒美京平

1. 涙のドライヴ [03:06]
2. さざ波のバラード [03:05]

## 演奏者
- A面：コロムビア・オール・スターズ
- B面：コロムビア・オール・スターズ、ボン・クール[2]

## スタッフ
- 制作担当：東元晃